# Verner Suomi
Verner Edward Suomi (1915, Minnesota - 30 de julio de 1995, Wisconsin) fue un educador, inventor y científico estadounidense. Se le considera el padre de la meteorología por satélite y fue un pionero en el desarrollo de sondas para analizar el clima terrestre. Es reconocido por la comunidad científica como «el padre del satélite meteorológico».

## Biografía

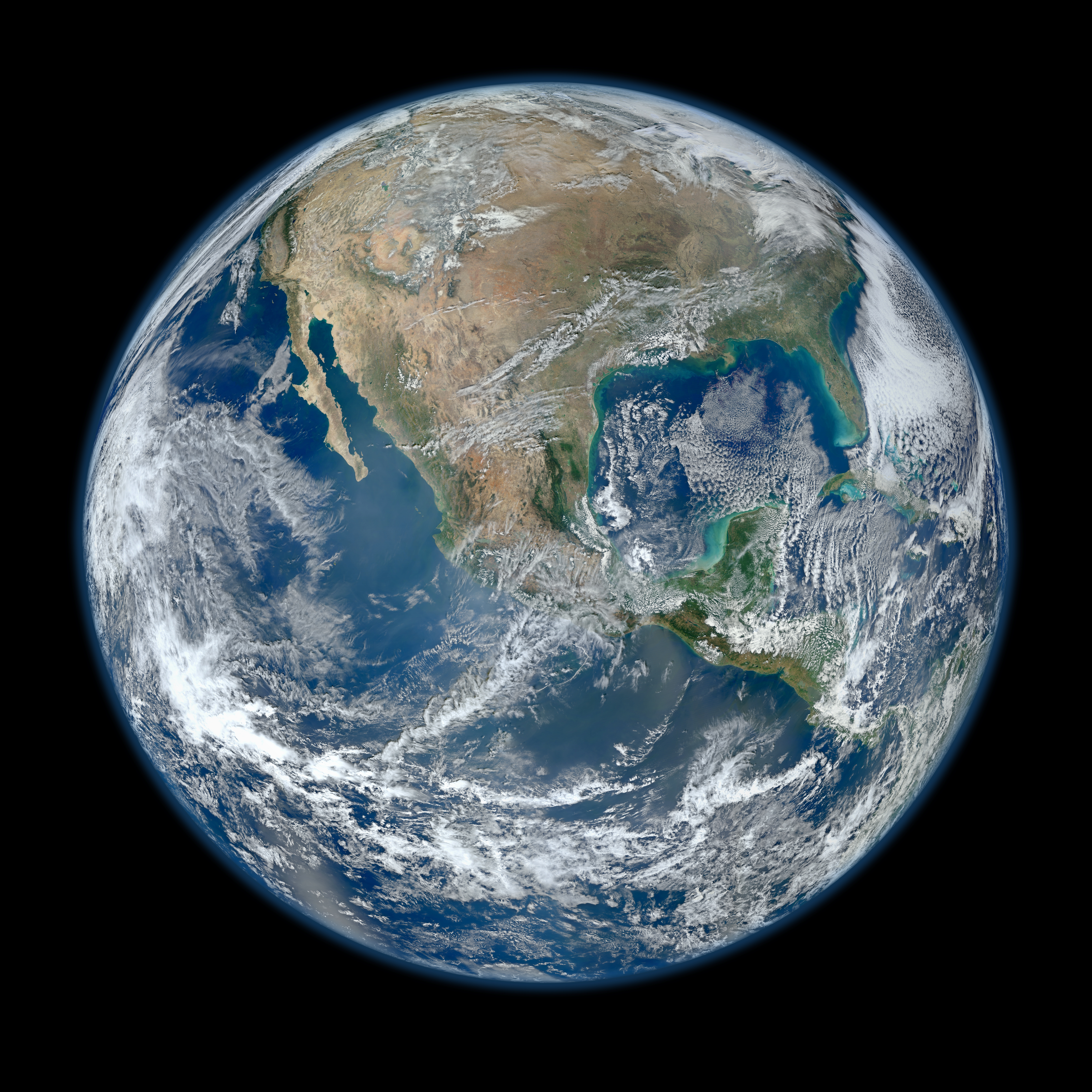
Vista de la Tierra desde el satélite Suomi.

Verner E. Suomi nació en Eveleth, Minnesota. Sus padres llegaron a los Estados Unidos en 1902 provenientes de Finlandia. Su padre era originario de Finlandia y su madre descendiente de suecos. Fue el sexto, de siete hijos de Anna y John Suomi. 
En 1948, Suomi fue uno de los primeros miembros de la facultad del Departamento de Meteorología de la Universidad de Wisconsin-Madison. En 1953 recibió su PhD en la Universidad de Chicago. 
En 1966 fue elegido miembro de la Academia Nacional de Ingeniería.
En 1995, falleció en Madison, Wisconsin, a los 79 años.
Suomi desarrolló un método de pronósticar el tiempo con tecnología que hace que sea más fácil planificar las misiones espaciales y los sistemas de riego agrícola. 
Es reconocido internacionalmente como un desarrollador de tecnologías de la imagen que hicieron posible el satélite meteorológico moderno. 
El invento más destacado fue la cámara spin-scan, que desarrolló en 1964. Las spin-cámaras se montan en los satélites y transmiten imágenes a la Tierra tomadas arriba de los 25.000 kilómetros sobre el Ecuador y han revolucionado el pronóstico del tiempo y los estudios de la atmósfera terrestre.

## Carrera profesional
En 1964 fue Jefe Científico de la Oficina Meteorológica de los Estados Unidos.
Junto con Robert J. Parent, Verner E. Suomi fundó, en 1965, el Space Science and Engeneering Center (SSEC) o Centro de Ingeniería y Ciencia Espacial.

El SSEC es un centro de investigación y desarrollo centrada en la investigación geofísica y la tecnología con el objetivo de mejorar la comprensión de la atmósfera terrestre, de los otros planetas de nuestro Sistema Solar y del cosmos en general. Se dedica a desarrollar nuevos sistemas de observación para las naves espaciales, los aviones y las plataformas terrestres.
El 6 de diciembre de 1966 se creó allí el ATS 1, el primer satélite que permitiría conocer el clima por imágenes satelitales.
Colaboró en el diseño y la construcción de radiómetros netos de flujo y otros instrumentos que se han utilizado a bordo de la sonda Pioneer Venus al planeta Venus en 1978 y en otras sondas.
Creó los aparatos que fueron usados en el Explorer 1, «Explorer VI» y en el «Explorer VII» en los  años 50.
Sus observaciones y sus fotografías modificaron la manera de pensar el clima y la meteorología. En la tierra, por primera vez se pudo ver el clima en movimiento y se observó que, tanto las tormentas como los huracanes, poseían una organización interna. SE pudo pensar en una estructura para las tormentas. Suomi desarrolló métodos para calcular la velocidad y dirección del viento a partir de una serie de imágenes de nubes en movimiento. Fue a Suomi a quien se le ocurrió la idea de utilizar el movimiento de las nubes observada para determinar la velocidad y dirección del viento, sobre todo en los trópicos. Después de desarrollar formas de medir la circulación atmosférica de la Tierra, aplicó la misma tecnología a las sondas espaciales. Suomi dedicó muchos años al estudio de la atmósfera de los planetas Venus, Júpiter y Urano. Estuvo involucrado en la exploración de Venus, Júpiter, Saturno y Urano.
En 1972 introdujo el McIDAS, «The Man-computer Interactive Data Access System», un sistema interactivo de acceso a datos por computadora, es decir, que por primera vez se pudo conectar un satélite con una computadora para recabar datos de la atmósfera de un planeta lejano, que resultó muy valioso en el análisis de los datos de viento recogidos durante el Primer Experimento Mundial en 1978 y permite estudiar los huracanes. El McIDAS está en uso hoy en día por el Centro Nacional de Predicción de Tormentas, el Servicio Meteorológico Nacional, la National Transportation Safety Board, la NASA Goddard Space Flight Center, y muchas otras agencias gubernamentales y empresas privadas, incluidos los centros meteorológicos en España, Australia y Japón.
La Medalla Nacional de Ciencias de Estados Unidos (en inglés "National Medal of Science") es un premio otorgado por el presidente estadounidense a personas que han hecho importantes contribuciones en el avance de la ciencia o la ingeniería. Verner Suomi recibió este honor en 1967 de manos del presidente Jimmy Carter.
En su honor se llama «Suomi NPP» al satélite de observación de la NASA que orbita a 824 kilómetros de la Tierra desde 2012.

## Premios

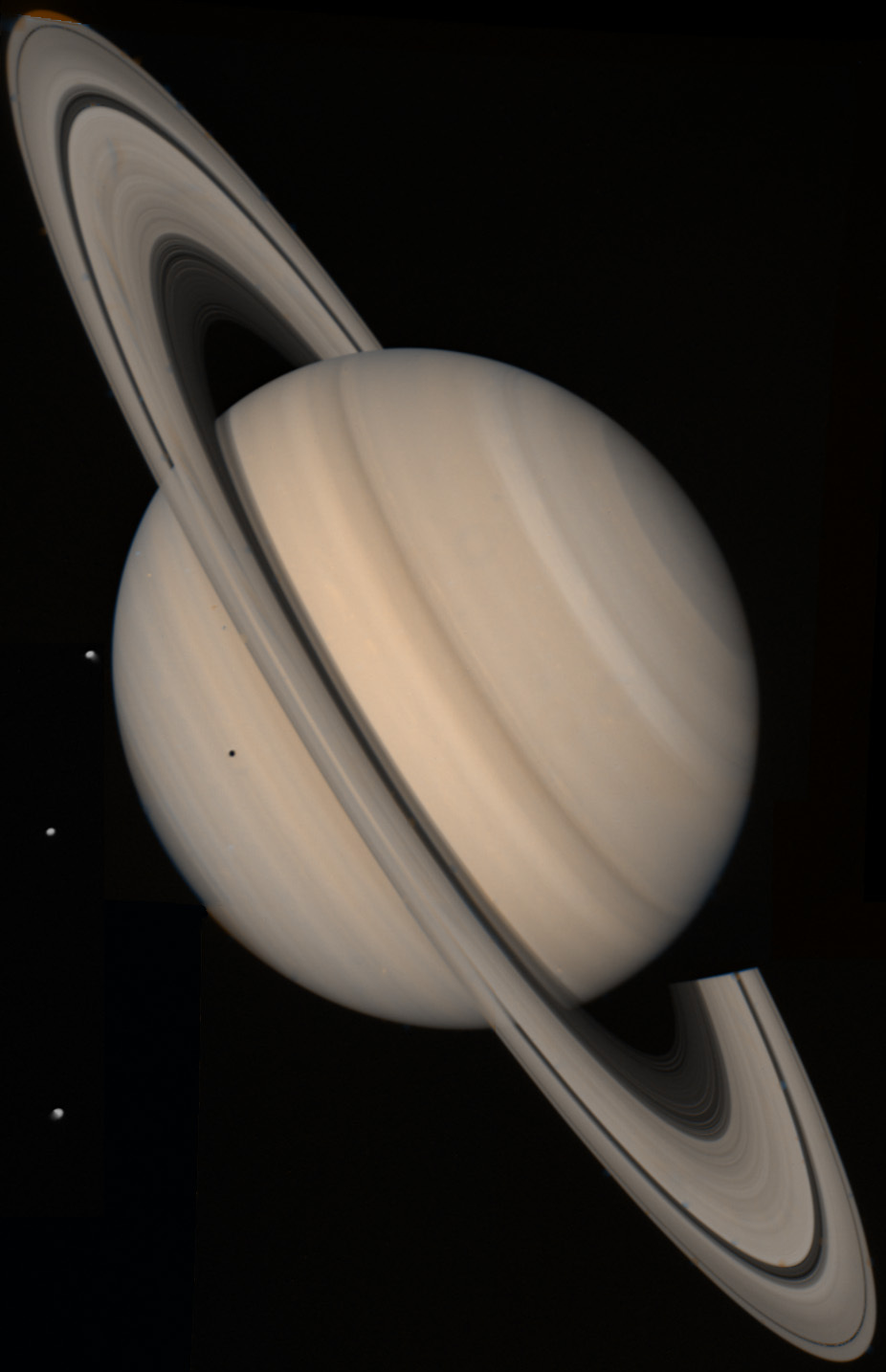

- Medalla Nacional de Ciencia de Estados Unidos en 1967.
- Charles Franklin Award Brooks de la Sociedad Meteorológica de Estados Unidos en 1980
- Medalla Benjamin Franklin en 1984.
- Premio a la trayectoria científica de la Organización Meteorológica Internacional.
- Premio Walter Ahlstrom.